# Nikola Bogdanovski
Nikola Bogdanovski (in serbo Никола Богдановски?; in macedone Никола Богдановски?; Pančevo, 25 gennaio 1999) è un calciatore serbo naturalizzato macedone, attaccante del Napredak Kruševac.

## Caratteristiche tecniche
È un'ala destra.

## Carriera
Cresciuto nel settore giovanile del Partizan, nel 2018 passa al Bežanija con cui debutta fra i professionisti giocando l'incontro di Prva Liga Srbija vinto 2-0 contro il Trajal Kruševac; al termine della stagione viene acquistato dal Radnik Surdulica che lo lascia in prestito in seconda divisione per la stagione 2019-2020 prima allo Žarkovo e da gennaio al Novi Pazar. Debutta in Superliga il 1º agosto 2020 giocando il match vinto 3-1 contro il Voždovac.

## Statistiche
Statistiche aggiornate al 14 marzo 2021.

### Presenze e reti nei club
| Stagione        | Squadra          | Campionato      | Campionato | Campionato | Coppe nazionali | Coppe nazionali | Coppe nazionali | Coppe continentali | Coppe continentali | Coppe continentali | Altre coppe | Altre coppe | Altre coppe | Totale | Totale | Totale |
| Stagione        | Squadra          | Comp            | Pres       | Reti       | Comp            | Pres            | Reti            | Comp               | Pres               | Reti               | Comp        | Pres        | Reti        | Pres   | Reti   |        |
| --------------- | ---------------- | --------------- | ---------- | ---------- | --------------- | --------------- | --------------- | ------------------ | ------------------ | ------------------ | ----------- | ----------- | ----------- | ------ | ------ | ------ |
| 2018-2019       | Bežanija         | 1L              | 32         | 2          | CS              | 1               | 0               |                    | -                  | -                  |             | -           | -           | 33     | 2      |        |
| 2019-gen. 2020  | Žarkovo          | 1L              | 21         | 2          | CS              | 0               | 0               |                    | -                  | -                  |             | -           | -           | 21     | 2      |        |
| gen.-giu. 2020  | Novi Pazar       | 1L              | 5          | 0          | CS              | 0               | 0               |                    | -                  | -                  |             | -           | -           | 5      | 0      |        |
| 2020-2021       | Radnik Surdulica | SL              | 25         | 1          | CS              | 3               | 0               |                    | -                  | -                  |             | -           | -           | 28     | 1      |        |
| Totale carriera | Totale carriera  | Totale carriera | 83         | 5          |                 | 4               | 0               |                    | -                  | -                  |             | -           | -           | 87     | 5      |        |